# Genfer Börse
Die Genfer Börse (auch Börse Genf oder Geneva Stock Exchange) war eine Wertpapierbörse in Genf in der Schweiz. Sie wurde von 1855 bis 1995 dort betrieben.

## Geschichte
Der Handel mit Wertpapieren von Kapitalgesellschaften an der Börse begann in der Schweiz um 1850 in Genf, dem damals wichtigsten Bankenplatz der Schweiz. 1855 wurde eine Ring-Börse eröffnet, die der Genfer Staatsrat 1856 anerkannte. Durch den Zusammenschluss mit der Börse Zürich und der Börse Basel zur SIX Swiss Exchange verlor sie ihre 1995 Eigenständigkeit und ihren Markenauftritt.